# Waldemar Acosta
Waldemar Acosta, vollständiger Name Waldemar Jesús Acosta Ferreira, (* 25. August 1986 in Rosario oder Juan Lacaze) ist ein uruguayischer ehemaliger Fußballspieler.

## Karriere
Der 1,87 Meter große Offensivakteur Acosta feierte 2007 sein Debüt im Profifußball als Spieler von Deportivo Colonia. 2009 wechselte er auf Leihbasis zum Esparta FC. In der zweiten Jahreshälfte 2010 war er zum Probetraining in Australien bei Brisbane Roar. Acosta bestritt sodann während seines 2011 begonnenen Vertragsverhältnisses bei Técnico Universitario in jenem Jahr 37 Partien in der Serie B. Dabei erzielte er 19 Tore. Anfang Dezember 2011 wechselte er zu Deportivo Quito, absolvierte dort zwei Ligaspiele in der Serie A und schoss ein Tor. Die nächste Karrierestation Acostas war von Juli 2012 bis Mitte Januar 2013 Celaya in Mexiko. Siebenmal (kein Tor) lief er in der dortigen Primera División auf. Anschließend unterschrieb er beim ecuadorianischen Erstligisten Macará, bei dem er bis Jahresmitte vier Tore bei 17 Ligaeinsätzen schoss. Von Juli 2013 bis Ende Januar 2014 war er bei River Ecuador aktiv. Seine Bilanz beim Zweitligisten weist 15 Ligaspiele und sechs Tore aus. Im Februar 2014 kehrte er zu Técnico Universitario zurück. Dreimal traf er dort in der Serie B. Bereits am 4. März 2014 schloss er sich dem Zweitligisten Canadian Soccer Club in seiner Heimat Uruguay an. Zur Apertura 2014 wurde zunächst sein Wechsel zu den zuvor in die Primera División aufgestiegenen Rampla Juniors vermeldet. Bereits im August 2014 schloss er sich allerdings dem uruguayischen Zweitligisten Plaza Colonia an. In der Spielzeit 2014/15 wurde er 14-mal (kein Tor) in der Segunda División eingesetzt. Im März 2015 wechselte er auf Leihbasis zum ecuadorianischen Verein Fuerza Amarilla. Bei den Ecuadorianern schoss er zwölf Tore bei 34 Einsätzen in der Primera B und trug somit zum Gewinn der Meisterschaft des Jahres 2015 in dieser Spielklasse beteiligt. Im Januar 2016 kehrte er zu Plaza Colonia zurück. In der Clausura 2016 absolvierte er für die Süduruguayer zwei Erstligaspiele (kein Tor). Zur Jahresmitte wechselte er nach Guatemala zu Xelajú und bestritt 17 Ligaspiele (vier Tore) für den Klub. Anfang März 2017 verpflichtete ihn LDU Portoviejo. Bislang (Stand: 9. August 2017) erzielte er dort sieben Ligatreffer.